# Che Sudaka
Che Sudaka ist eine Musikband aus Barcelona, deren Gruppenmitglieder ursprünglich aus Argentinien und Kolumbien stammen. Sie bezieht ihren Stil hauptsächlich aus Reggae-, Punk-, Ska-, Hip-Hop-, Latin- und Alternative-Rock. Oftmals wird dabei auch von Mestizo, einem speziellen in hispanophonen Ländern vertretenen Musikstil (wie zum Beispiel Manu Chao) gesprochen.

## Name
Das Wort che ist eine spanische Interjektion, die dazu dient, die Aufmerksamkeit des Zuhörers zu erlangen. Das Wort sudaka wird im Spanischen abwertend für Immigranten aus Südamerika verwendet. Mit dem Namen ihrer Band setzten die vier südamerikanischen Immigranten ein Zeichen gegen Fremdenfeindlichkeit und Rassismus.

## Bandgeschichte

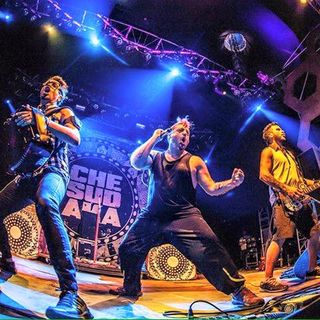
Che Sudaka live beim Paaspop Festival, 2016

Die Band Che Sudaka wurde im Jahr 2002 in Barcelona gegründet und besteht heute aus den vier Musikern Leo, Kachafaz, Jota und Cheko, welche um das Jahr 2000 als illegale Einwanderer in Barcelona ankamen, wo sie zunächst als Straßenmusiker in täglich wechselnden Projekten und Besetzungen arbeiteten. Für den im Jahr 2002 vom französisch-spanischen Musiker Manu Chao produzierten Benefiz-Sampler La Colifata – siempre fui loco nahmen die Musiker erstmals unter dem Namen Che Sudaka den Song Sin Papeles („ohne Papiere“; spanische Bezeichnung für illegale Immigranten) auf, welcher auch auf ihrem ein Jahr später veröffentlichten ersten eigenen Album Trippie Town erschien. Der Album-Titel ist eine Referenz an die „Plaza del Trippie“ genannte Plaça de George Orwell im Barrio Gótico von Barcelona, seinerzeit Zentrum der alternativen Szene und Treffpunkt für eingewanderte Künstler und Musiker. Trippie Town erschien 2003 auf dem Barcelonaer Label K-Industria und wurde auch europaweit vertrieben. Es folgten erste Auftritte im Ausland, zunächst in Frankreich, später – nach Erhalt spanischer Aufenthaltspapiere – auch in Deutschland und anderen europäischen Ländern. K-Industria veröffentlichte auch die folgenden Alben Alerta Bihotza (alerta: spanisch für Alarm und bihotza: euskera für Herz) und Mirando el mundo al revés (spanisch: „Die Welt andersherum betrachtend“), und die Band konsolidierte sich mit ausgedehnten Touren in ganz Europa als Referenz für die Barcelonaer Mestizo-Szene. Als Reaktion auf die Krise der Plattenindustrie und dem daraus folgenden Mangel an Unterstützung von Seiten der Plattenfirmen, ging die Band seit 2009 den Weg des Do It Yourself und gründete ihr eigenes Plattenlabel Cavernicola Records. Im Oktober 2009 wurde ihr Album Tudo é Possible (eine Wortkombination aus mehreren Sprachen für „Alles ist möglich“) zunächst noch in Zusammenarbeit mit dem Label Kasba Music veröffentlicht. Die nachfolgenden Alben 10 (anlässlich ihres zehnten Jahrestages), 1111 Lives (ein 2013 im Budapester Club A38 aufgenommenes Live-Album) und Hoy (spanisch: „Heute“) erschienen jeweils auf Cavernicola Records in Eigenproduktion und wurden international über verschiedene Vertriebe in den Handel gebracht. Als Live-Band hat Che Sudaka fast 1500 Konzerte in mehr als 40 Ländern und auf allen fünf Kontinenten gegeben. Die Band ist heute fester Bestandteil der internationalen Musik-Szene und wird zu den wichtigsten internationalen Festivals eingeladen (wie z. B. WOMAD Festival, Sziget Festival und Glastonbury Festival).

## Stil
Che Sudaka vereinen in ihrer Musik rebellische Cumbia, party-fröhliche Rumba, Ska mit Latino-Einschlag und Punk-Attitüde. Ihre musikalischen Wurzeln finden die vier Südamerikaner neben ihrer eigenen cultura popular vor allem in legendären Bands wie The Clash, Mano Negra oder Los Fabulosos Cadillacs. Ihre aussagestarken und sozial-kritischen Texte, mit denen sie gegen kulturelle, ideologische und physische Grenzen antritt und das menschliche Zusammenleben gegen politische und mediale Spaltungen verteidigt, hat die Band zum Aushängeschild einer Lebenseinstellung und kulturellen Gegenbewegung gemacht, zum Bindeglied einer global vernetzten Familie. Nach eigenen Angaben betrachtet sich die Band als Medium für das kollektive Bewusstsein und benutzt ihre Musik als „Waffe“ in einem gewaltfreien Kampf für eine solidarische Gesellschaft. Musik ist so das Mittel zum Zweck, die universell verständliche Sprache für ihre Botschaften.

## Diskografie
Alben
- 2003: Trippie Town
- 2005: Alerta Bihotza
- 2007: Mirando El Mundo Al Revés
- 2009: Tudo é Possible
- 2010: Cavernicola Recording Vol.1
- 2011: 10
- 2013: 1111 Lives
- 2015: Hoy
- 2017: Almas Rebeldes
- 2022: 20 Años